# Waghari
Waghari és un riu de l'Índia, al districte de Wun a Maharashtra, que neix al sud de Yeotmal i corre en direcció a l'est durant un recorregut curt per després girar al sud corrent durant 65 km fins a unir-se al Penganga.